# 블러드 앨리
블러드 앨리(Blood Alley)는 미국에서 제작된 윌리엄 A. 웰먼 감독의 1955년 액션, 모험 영화이다. 존 웨인 등이 주연으로 출연하였다.

## 출연

### 주연
- 존 웨인
- 로렌 바콜

### 조연
- 폴 픽스
- 베리 크뢰거
- 마이크 마주키
- 아니타 에크베르그

## 제작진
- 원작자: 알버트 시드니 피셔맨